# Pristigaster
Pristigaster is een geslacht van straalvinnige vissen uit de familie van haringen, sardienen en pellona's (Pristigasteridae).

## Soorten
- Pristigaster cayana Cuvier, 1829
- Pristigaster whiteheadi Menezes and de Pinna, 2000